# Aartsbisdom Goiânia
Het aartsbisdom Goiânia (Latijn: Archidioecesis Goianiensis; Portugees: Arquidiocese de Goiânia) is een in Brazilië gelegen rooms-katholiek aartsbisdom met zetel in Goiânia in de staat Goiás. De aartsbisschop van Goiânia is metropoliet van de kerkprovincie Goiânia, waartoe ook de volgende suffragane bisdommen behoren:
- Bisdom Anápolis
- Bisdom Goiás
- Bisdom Ipameri
- Bisdom Itumbiara
- Bisdom Jataí
- Bisdom Rubiataba-Mozarlândia
- Bisdom São Luís de Montes Belos

## Geschiedenis
Het aartsbisdom Goiânia werd opgericht op 26 maart 1956 door paus Pius XII met de apostolische constitutie Sanctissima Christi Voluntas uit gebiedsdelen van het aartsbisdom Goiás. Het aartsbisdom Goiás werd op dezelfde datum met de apostolische constitutie Quo gaudio tot bisdom gedegradeerd en suffragaan gesteld aan Goiânia.
Op 16 januari 1960 werd gebied afgestaan voor de oprichting van het bisdom Brasilia. Op 25 november 1961 werd uit gebieden van Goiânia de territoriale prelatuur São Luís de Montes Belos opgericht. Op 11 oktober 1966 vond nogmaals gebiedsafscheiding plaats ten behoeve van de oprichting van de bisdommen Anápolis, Ipameri en Itumbiara.

## Aartsbisschoppen van Goiânia
- 1957–1985: Fernando Gomes dos Santos
- 1985–2002: Antônio Ribeiro de Oliveira
- 2002-2021: Washington Cruz CP
- 2021-heden: João Justino de Medeiros Silva

## Galerij van afbeeldingen

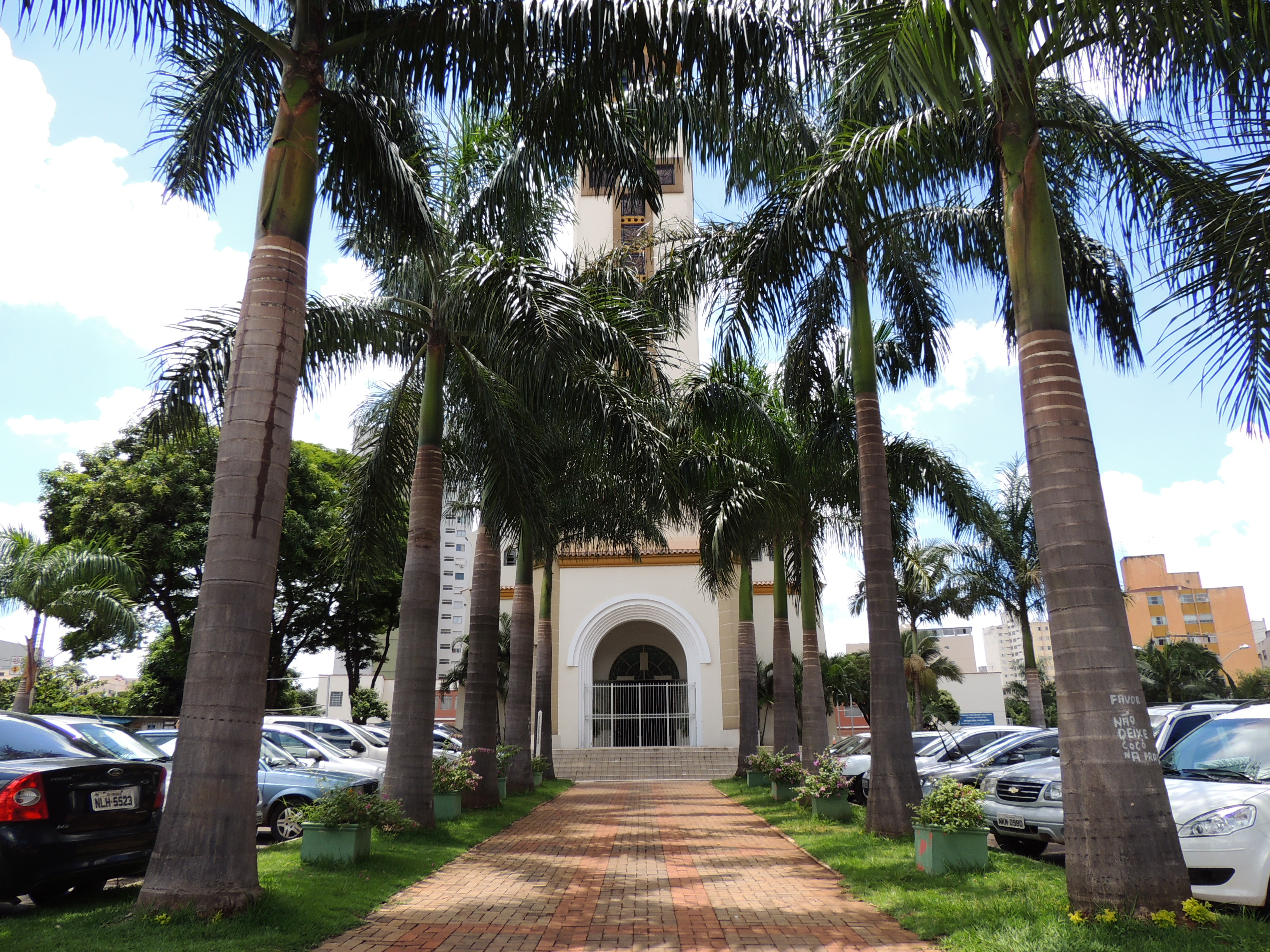
Kathedraal van Goiânia in 2013
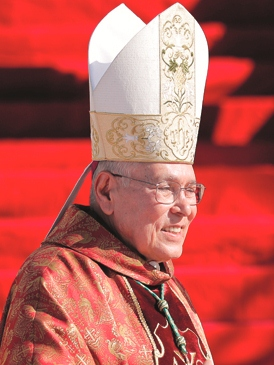
Aartsbisschop Washington Cruz in 2018